# Bisdom Down en Connor
Het bisdom Down and Connor (Latijni: Dioecesis Dunensis et Connorensis, Iers: Deoise an Dúin agus Choinnire, Engels: Diocese of Down and Connor) is een Noord-Iers rooms-katholiek bisdom. Het omvat het graafschap Antrim, het grootste deel van Down en een deel van Derry. In 1451 werden beide bisdommen samengevoegd. De residentie van het bisdom bevindt zich in Belfast. De vroegere kathedraal van Downpatrick ligt in puin. Thans ressorteert het bisdom onder het aartsbisdom Armagh. Het bisdom telt ongeveer 1.000.000 inwoners, waarvan een derde rooms-katholieken zijn, verspreid over 88 parochies. Patroonheiligen zijn de HH. Macanisius en Malachias.

## Kathedraal
.

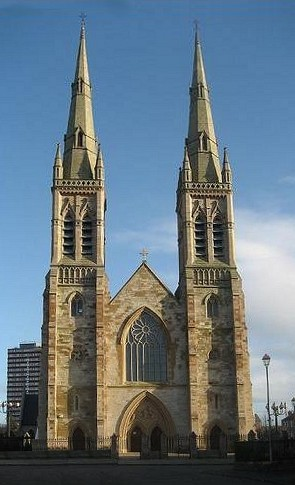
Kathedraal in Belfast

De kathedraal van het bisdom staat in Belfast, de hoofdstad van Noord-Ierland. Het gebouw werd in 1866 als gewone kerk gebouwd en kreeg toen de status van pro-kathedraal. In 1986 werd de kerk, gewijd aan Petrus, ook formeel kathedraal.